# Astillé
Astillé é uma comuna francesa na região administrativa da Pays de la Loire, no departamento de Mayenne. Estende-se por uma área de 20,73 km². Em 2010 a comuna tinha 894 habitantes (densidade: 43,1 hab./km²).